# Microcaecilia trombetas
Espèce
Microcaecilia trombetas est une espèce de gymnophiones de la famille des Siphonopidae.

## Répartition
Cette espèce est endémique du Pará au Brésil. Elle a été découverte à Óbidos.

## Publication originale
- Maciel & Hoogmoed, 2011 : Notes on the vertebrates of northern Pará, Brazil: a forgotten part of the Guianan Region, III. A new species of Microcaecilia (Amphibia: Gymnophiona: Caeciliidae). Boletim Museu Paraense Emílio Goeldi Ciencias Naturais, vol. 6, p. 67-72 (texte intégral).